# Agneta Danielson
Ingrid Agneta Birgitta Danielson, född 16 maj 1944 i Kalmar, är en svensk skådespelare och teaterregissör.

## Biografi
Danielson utbildade sig till skådespelare i början på 1980-talet vid Angereds teater. Hon slog igenom som en del av tantparet Alfhild och Ortrud i Kurt Olsson-serien Fådda blommor. Hon är mest känd för den breda publiken som Marianne i Carin Mannheimers populära TV-serie Svenska hjärtan, en roll hon spelade från seriens start 1987 fram till seriens slut 1998.

## Filmografi
- 1987–1998 – Svenska hjärtan (TV-serie)
- 1988 – Se mig
- 1988 – Nya tider
- 1988 – Fådda blommor (TV-serie)
- 1990 – Kurt Olsson - filmen om mitt liv som mig själv
- 1991 – Svidande affärer
- 1993 – En dag på stranden
- 1995 – En på miljonen
- 2001 – Hilding (en coda)

## Teater

### Roller
| År   | Roll        | Produktion                                           | Regi           | Teater                   |
| ---- | ----------- | ---------------------------------------------------- | -------------- | ------------------------ |
| 2004 | Medverkande | Land du välsignade Kent Andersson och Anders Wällhed | Anders Wällhed | Helsingborgs stadsteater |

### Fotnoter
1. 1 2  ”Agneta Danielsson”. Svensk Filmdatabas. http://sfi.se/sv/svensk-filmdatabas/Item/?type=PERSON&itemid=180925&iv=BIOGRAPHY. Läst 2 augusti 2012.